# Todesregen
Todesregen (Originaltitel: The Taking) ist ein Roman von Dean Koontz und wurde von Bernhard Kleinschmidt ins Deutsche übersetzt. Er wurde 2004 in den USA und 2007 in Deutschland veröffentlicht.
Koontz inszeniert in sieben Teilen ein Weltuntergangsszenario, das in einer kleinstädtischen Provinz von Kalifornien den Menschen Angst und Panik bereitet und den Untergang der Menschheit im biblischen Ausmaße einleitet. Die jeweiligen Kapitel werden mit Zitaten von T. S. Eliot eingeleitet.

## Handlung
Eine Katastrophe kündigt sich weltweit mit einer Schlechtwetterfront an: Überschwemmungen, Hurrikane und sintflutartige Regenfälle, die gleichzeitig global einsetzen und den weltweiten Notstand auslösen. 
Als noch eine mysteriöse Audioaufzeichnung von der Internationalen Raumstation ISS empfangen wird, kann niemand mit Gewissheit sagen, ob diese nicht als Kriegserklärung an die Menschheit zu verstehen ist. Die Naturgewalten spielen verrückt. Menschen scheinen wahllos vom Erdboden zu verschwinden. Manche hört man in Hysterie und Schmerz laut schreien. Tiere ziehen in Rudeln weiter und suchen Schutz. Auch das Paar Molly und Neil Sloan versucht sich vor dem Ungewissen zu retten, das die Bewohner ihrer kleinen Stadt in den Bergen Kaliforniens heimsucht. Als sie sich der ausweglosen Situation ergeben, und immer mehr Mitmenschen ohne Ausweg auf Wiederkehr verschwinden, versuchen sie nur noch zu retten, was noch zu retten möglich ist.